# 米奇鰻
米奇鰻（1979年10月30日—），本名梁韋靖，出生於臺北縣樹林鎮（今新北市樹林區），國立台灣師範大學附屬高級中學、成功大學工業設計系畢業，是一位非典型的台灣漫畫家，作品多描寫自身摳門的旅行經驗。
漫畫造型中身上踢恤是鬆領口，肩上補丁出現方向不一定，胸口和背上有個大寫的M字，尾巴是鰻魚型狀的分叉，酷愛吃雞排。

## 人物介紹
2004年退伍，投稿東立短篇漫畫比賽，只得到"最佳殘念賞"。便開始在敦南誠品前擺地攤販賣自己創作糊口，後來搭上台灣創意市集熱潮，創立"台北不來梅"獨立品牌，惡搞標誌貼紙曾大受歡迎。2010赴日留學漫畫一年後，才把重心再度擺回漫畫，創立同名漫畫角色"米奇鰻"，自稱「一張貼紙一口飯，一本漫畫半口飯，救救漫畫家米奇鰻」也參與經營網路廣播電台"牆破RADIO"，錄製"米奇鰻鰻來節目"

## 作品

### 單行本
- 最軟！東京人夫日記#1 原動力文化發行，2020年8月，ISBN 978-986-991-013-2
- 筆記人生整理術，奇異果文創發行，2020年6月，ISBN 978-986-991-583-0
- 台北不來梅#3，原動力文化發行，2020年8月，ISBN 978-986-608-178-1
- 台北不來梅#2，原動力文化發行，2016年10月，ISBN 978-986-608-178-1
- 台北不來梅#1，原動力文化發行，2016年10月，ISBN 978-986-608-169-9[3]
- 最劣歐洲遊記，蓋亞出版社發行，2013年5月，ISBN 978-986-319-045-5 [3]
- 毛球寶兒，希伯崙公司發行，2006年12月，ISBN 978-986-716-253-3 [4]

### 合輯
- 社情漫畫，衛城出版社發行，2012年10月，ISBN 978-986-881-609-1
- CCC創作集14-臺客闖天涯，蓋亞出版社發行，2014年1月，ISBN 9789863190806
- 福爾摩沙 災與難《CCC創作集17》，蓋亞出版社發行，2014年9月，ISBN 9789863191087

### 連載
- 聯合報繽紛版青春名人堂漫畫專欄 (2012)
- 毛球寶兒 (2004年於YAHOO!奇摩四格漫畫連載)[4]
- 台北不來悔 (2014年起於COMICO手機漫畫每週連載已完結)更新COMICO2019年已結束台灣作者專區，僅剩書局可以購買實體書
- 最軟！東京人夫日記 (2019年起於GO原漫基地每週連載)

### 個人自費出版
- 青春戀情BY拜拜(2014年，和霞海城隍廟合作出版)
- 流浪狗日子(2014年，小行星藝廊"我的動物朋友"小誌聯展作品、獨立發行)
- 大手之路 (2013年，同人誌)
- 不死少女與老房子 (2013年，獨立發行)
- 我甚麼都給不了妳除了愛和漫畫(2013年，獨立發行，作為米奇鰻婚禮時小禮物)
- 5分鐘搞懂台灣 (2013年，獨立發行)
- 智慧型手機 (2013安古蘭漫畫節24小時漫畫馬拉松作品，獨立發行)
- 靜靜殺了妳/我(2012，安古蘭漫畫節24小時漫畫馬拉松作品，獨立發行)
- 超真少年1,2 (2009年，同人誌)

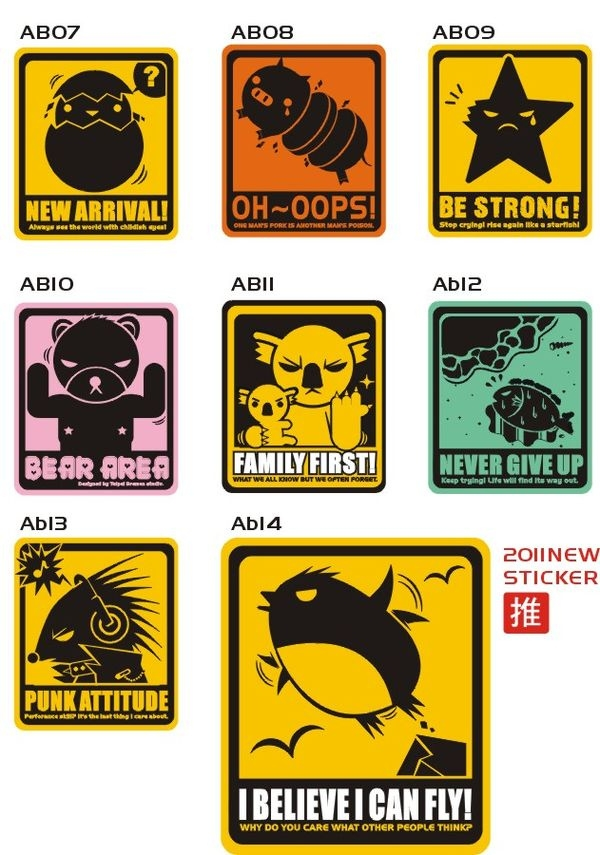
《不正經動物》系列貼紙

## 經歷
- 2019 - 最軟！東京人夫日記於GO原漫基地網站連載。[5]
- 2017 - 新一代兒童週報英文四格漫畫連載
- 2016 - 駁二動漫倉庫前奏展[6]
- 2015 - 法國安古蘭漫畫城駐村[7]
- 2014 - 第五屆金漫獎 單元漫畫獎[8]
- 2014 - COMICO手機漫畫台北不來悔每週連載
- 2014 - ab西遊記漫畫貼圖創意大賽 連環漫畫組優選
- 2014 - 香港漫畫研習營講師。
- 2013 - 新加坡玩具遊戲漫畫展(STGCC)參展。
- 2012 - 安古蘭國際漫畫節獨立參展。
- 2011 - 漫畫學校輟學(政府只補助一年)。
- 2010 - 日本代代木動畫學院大阪校漫畫科。
- 2009 - 明日漫畫千里馬計畫(補助出國一年)。
- 2008 - 國際青年創意創業家(IYDE)台灣區優勝[9]。